# Ernest François Cambier
Pour les articles homonymes, voir Cambier.
Ernest François Cambier (Ath, 21 juin 1844 - Watermael-Boitsfort, 22 juillet 1909)  est un officier et explorateur belge du Congo belge. En 1878, il prend le commandement de la première expédition d'exploration et de colonisation organisée pour le compte de l'Association Internationale Africaine (AIC) au Congo belge. Depuis la côte orientale, il fonde Karéma sur la lac Tanganyka (entre 1877 et 1880). À partir de 1887, il participe à la création du premier chemin de fer au Congo reliant Matadi à Léopoldville.

## Biographie
Ernest François Cambier, né à Ath le 21 juin 1844, est le fils de l'industriel ébéniste Emmanuel Marie Joseph Cambier (Ath, 3 juin 1815 - Ath, 21 novembre 1856) et de son épouse Marie Louise Joseph Frappart (Ath, 18 décembre 1808 - Ath, 21 juin 1854). Il est très tôt orphelin de père et de mère. Le grand-père paternel d'Ernest François, Jean Emmanuel Cambier (Renaix, 13 mars 1774 - Ath en 1830), descend de la famille Cambier y établie depuis 1675. Il s'établit à Ath où il épouse Marie Thérèse Wittenberg (Ath 1773 - Ath 1831). Ernest Cambier épouse en premières noces Jenny Mottin (décédée en Belgique vers 1882 après avoir été rapatriée de Zanzibar où elle avait accompagné son mari), et veuf, convole avec Alice Willems. Alors jeune sous-lieutenant au 8e régiment de Ligne, il avait reconnu par acte notarié, le 24 juillet 1868, un enfant nommé Hector Arthur Cambier, né à Bruxelles le 31 janvier 1868 d'Isabelle Sterck, une jeune modiste. Hector Cambier devient agent principal de la Société anonyme belge pour le Commerce du Haut-Congo (S.A.B.) et il est tué par les indigènes en 1898.
Le 20 octobre 1859, Ernest Cambier s'engage comme soldat au 2e régiment de Ligne. Il étudie à l'École royale militaire en mars 1862 et à l'École de guerre en novembre 1870 dont il sort breveté adjoint d'état-major en août 1874. Cambier aura une carrière militaire dans les services topographiques de l'armée. En octobre 1877, il s'embarque pour le Congo. Il deviendra major au 2e régiment de Ligne, le 29 décembre 1889.

### L'exploration vers le lac Tanganyka
En 1878, le lieutenant Cambier fait partie de la première expédition de l'Association internationale africaine, dirigée par le capitaine Crespel, comme astronome et géographe et dont font également partie Arnold Maes, docteur en sciences naturelles de l'Université de Louvain et le major autrichien Marno déjà connu pour ses explorations au Soudan.
Dès janvier 1878, Arnold Maes et le capitaine Crespel, chef d'expédition, décèdent de maladie à Zanzibar. Cambier rentre de son exploration préparatoire et prend le commandement de l'expédition. Afin de pallier la perte de ses compagnons, l'Association Internationale Africaine lui adjoint le lieutenant Wautier et le docteur Dutrieux. Partie de Bagamoyo, la caravane (composée de 407 hommes) prend la direction de la région des Grands lacs le 28 juin 1878. Après la désertion de plus de trois cents porteurs en une seule journée, Ernest Cambier est contraint de réorganiser l'expédition. Il part ensuite en avant avec quatre-vingts hommes en laissant le gros des bagages aux bons soins de Wautier et Dutrieux.

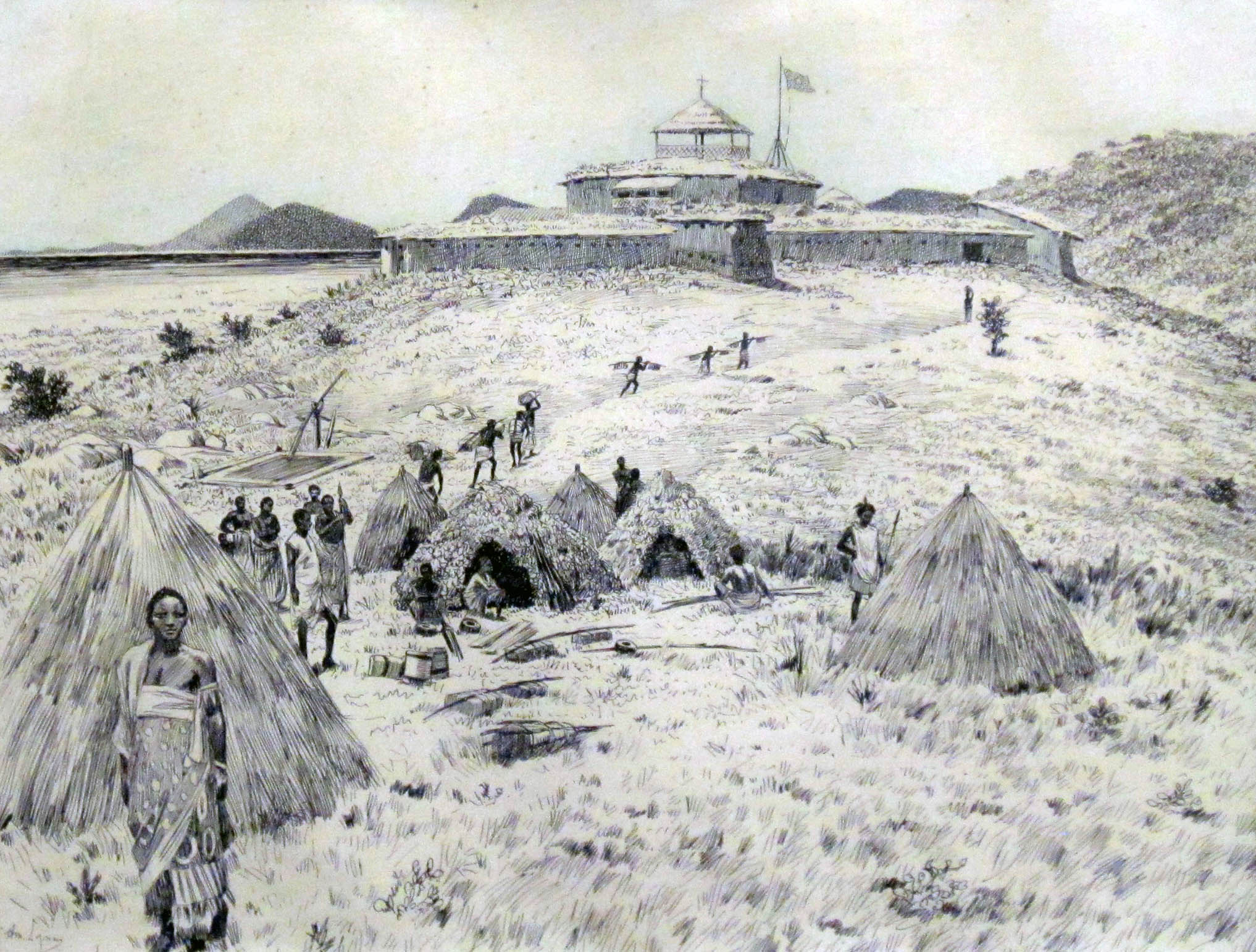
Karéma en 1883.

Le 30 septembre, il entre au pays de l'Ounyamouési. Le chef local, Mirambo, lui propose un traité d'alliance en devenant son frère de sang. Ernest Cambier procède à l'échange rituel en vue d'obtenir de nouveaux porteurs. Il doit attendre jusqu'au 22 décembre dans le village des nouvelles de Wautier et Dutrieux, il était en outre « retenu » par Mirambo qui lui soutire nombre de cadeaux. Il doit cependant faire demi-tour au bout d'une dizaine de lieues à cause d'une forte fièvre. Après avoir reçu une lettre annonçant la mort de Wautier, il prend la route pour retrouver le gros de l'expédition à Kwa-Karoumbo le 6 janvier 1879 et rejoindre le docteur Dutrieux qui, pour des raisons de santé, repart vers l'Europe.
Alors qu'il peine a recruter des porteurs fidèles, Ernest Cambier reçoit un courrier de l'Association Internationale Africaine qui indique, selon les conseils de Henry Morton Stanley, que la station devrait être installée au sud-est du lac Tanganyka. Cambier accepte ses nouvelles instructions et se dirige vers ce qui deviendra Karéma. Après de nombreuses défections, Cambier est en mesure de se mettre en relation avec le sultan de Karéma et s'en fait un ami. Il atteint les rives du lac Tanganyka le 11 août 1879 et commence les travaux de la station de Karéma. Il est le seul Européen de son expédition à atteindre les rives du lac.
C'est à cet endroit qu'il fonde le premier poste scientifique de l'Association Internationale Africaine. Pour cela, il avait acheté un territoire d'environ 20 km2 à des princes locaux. Ce territoire peut être considéré comme le point de départ de ce qui sera l'État indépendant du Congo. En 1885, ce territoire est cédé à un établissement missionnaire des Pères Blancs.
Au départ de Bagomojo, il explore l'intérieur du pays Bagamojo, accompagné de deux agents belges. Le 4 juillet, après de grandes difficultés, il parvint à atteindre Unjmawesi où l'un des accompagnateurs meurt de diphtérie.
De 1882 à 1884, Ernest Cambier est nommé agent de l'Association internationale africaine à Zanzibar.

### Les chemins de fer du Congo

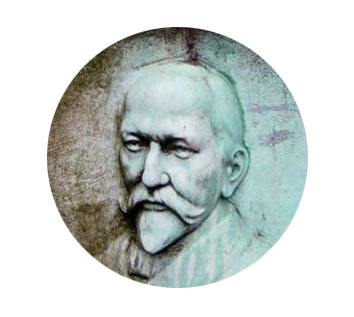
Ernest Cambier, monument du parc Josaphat à Schaerbeek.

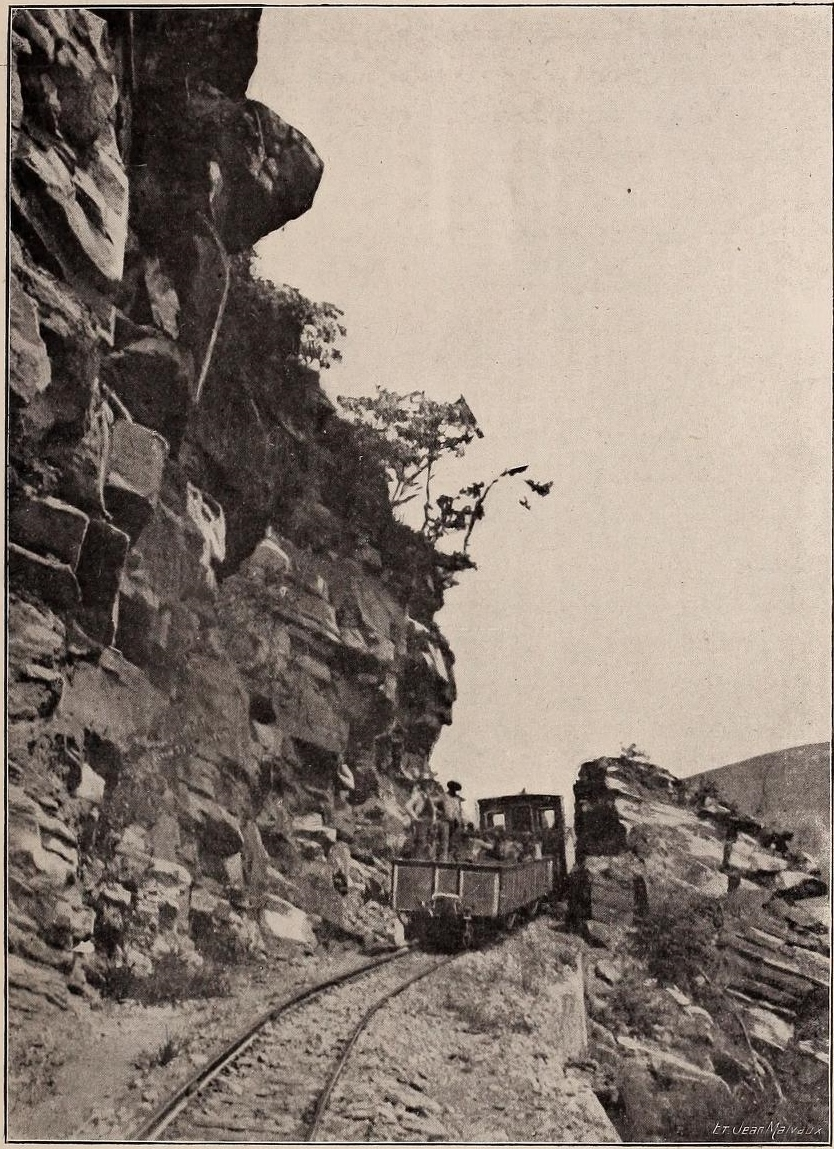
Chemin de fer Matadi-Léopoldville dans les monts de Crystal.

À la suite des voyages d'Henry Morton  Stanley, il apparaissait clair que sans un chemin de fer qui éviterait les chutes du fleuve Congo, le développement économique serait impossible. Ernest Cambier, qui est l'un des membres fondateurs de la CCCI, a été chargé par Albert Thys de diriger une analyse topographique du Bas-Congo. Son objectif principal sera d'étudier le meilleur tracé pour la voie ferrée future. Entre 1887 et 1888, il est le chef de l'expédition d'étude du chemin de fer du Congo. Son équipe est notamment composée d'ingénieurs et de topographes déjà expérimentés dans la construction de chemins de fer. Les plus grands obstacles physiques sont constitués par la gorge de la rivière Mpozo et le mont Palabala, une falaise bordée de vallées profondes et des ravins de 400 mètres dans le massif des Monts de Cristal.Les premières estimations pour la construction du chemin de fer furent évaluées par Ernest Cambier à 25 millions de francs belges. Il en coûta le double. Le chemin de fer reliant Matadi à Léopoldville (aujourd'hui : Kinshasa) est construit entre 1890 et 1898. Le parcours prenait environ 24 heures dans des conditions difficiles.

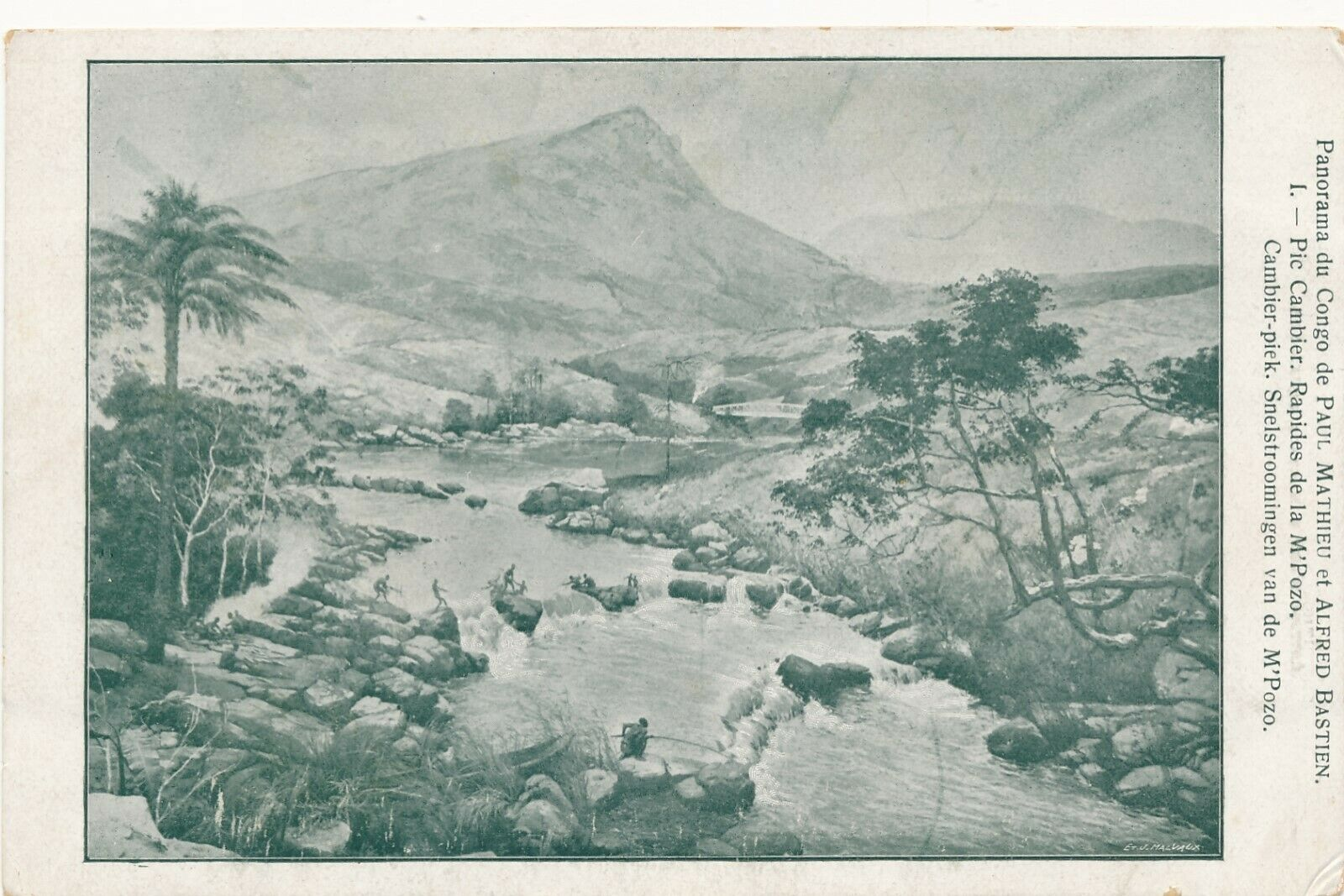
Le pic Cambier et les rapides de la rivière Mpozo en 1911.

De 1890 à 1891, Il assume le rôle d'inspecteur d'état de l'État indépendant du Congo. Il prend sa retraite de l'armée en 1891 avec le grade de major et est attaché à l'Institut cartographique militaire comme tous les militaires affectés à l'État indépendant du Congo. L'année suivante, il est délégué des compagnies belges dans le Bas-Congo.
Lorsqu'Ernest Cambier rentre définitivement en Europe en 1891, il se domicilie au n° 50 de l'avenue Rogier à Schaerbeek. Il s'occupe alors des premières sociétés fondées au Congo et devient administrateur de la Compagnie du Congo pour le Commerce et l'Industrie (CCCI), de la Compagnie du Chemin de Fer du Congo, de la Société du Haut-Congo, de la Société du Katanga, etc. Il est l'un des membres fondateurs du Cercle royal africain, en 1889 dont il est le vice-président en 1894 et 1895.
En 1891 et en 1898, il fait encore deux voyages d'inspection au Congo pour le compte de sociétés privées. En 1898, il assiste à l'inauguration du chemin de fer Matadi-Léopoldville en qualité d'administrateur de la Compagnie du Chemin de Fer du Congo.
Le 22 juillet 1909, il meurt à Watermael-Boitsfort, en sa résidence de la drève de la Forêt n° 13 et est inhumé au cimetière de Schaerbeek.

## Hommages et distinctions
La commune de Schaerbeek a dénommé une de ses artères avenue Ernest Cambier. De même la ville d'Ath possède une rue Ernest Cambier. Il y a aussi un pic Cambier dans le massif des Monts de Cristal au Congo.
A l'initiative du général Georges Moulaert, les troupes du Tanganika élèvent à Karéma en 1916, au sommet de la colline, un vaste mausolée en briques à la mémoire des pionniers belges : Ernest François Cambier, Jules Ramaeckers, Émile Storms, Popelin, Jérôme Becker.
Un mémorial portant le buste de Cambier, dû au ciseau du statuaire Claus Cito, a été édifié en 1914 dans le parc Josaphat à Schaerbeek en souvenir du fondateur de Karéma et du pionnier des premières études du chemin de fer du Congo.
Il a reçu les distinctions suivantes : 
- Officier de l'ordre de la Couronne en 1898 (Belgique) ;
- Chevalier de l'ordre de Léopold en 1879 (Belgique) ;
- Croix militaire de 1re classe (Belgique) ;
- Étoile de Service à trois raies (État indépendant du Congo) ;
- Croix du 3e degré de l'ordre de l'Étoile brillante de Zanzibar en 1881 ;
- Chevalier de la Légion d'honneur (France) ;
- Couronne de fer de 3e classe en 1882 (Autriche).